# Solanum lycocarpum
Solanum lycocarpum là loài thực vật có hoa trong họ Cà. Loài này được A. St.-Hil. miêu tả khoa học đầu tiên năm 1833.